# Stephanopis ahenea
Stephanopis ahenea es una especie de araña del género Stephanopis, familia Thomisidae.

## Distribución
Se distribuye por Brasil.

## Taxonomía
Fue descrita por Soares & Soares en 1946.